# Zlín Z 43
Le Zlín Z 43 est un avion monomoteur léger, quadriplace, conçu à la fin des années 1960 par le constructeur aéronautique Moravan / Zlin à Otrokovice en Tchécoslovaquie. Il a été conçu comme avion de tourisme et d'entraînement de base, mais peut remplir des rôles très variés.
Il est notamment connu pour avoir été le principal appareil des Tigres de l'air, branche aérienne des Tigres de libération de l'Îlam tamoul.